# Ana Galindo Santolaria
Ana Galindo Santolaria (Jaca, España, 16 de agosto de 1973) es una esquiadora española retirada.
Entró en el primer equipo en 1988 y tras sus buenos registros en campeonatos nacionales participó en la Copa del Mundo de Esquí. Sus mejores resultados fueron dos cuartas plazas (Sölden 1997 y Åre 1998).
Participó en 2 Juegos Olímpicos, logrando su mejor resultado en el Eslalon gigante de Salt Lake City 2002 (posición 24.ª).
Participó en 5 Mundiales, logrando su mejor resultado en el de Sierra Nevada 1996 (posición 12.ª en Eslalon Gigante).
En la temporada 1996/97 consiguió su mejor posición en la Copa del Mundo de Esquí Alpino (40.ª posición con 168 puntos). También en esa temporada logró su mejor clasificación en una disciplina (10.ª con 144 puntos en Eslalon gigante).
En la temporada 2003/04 decidió retirarse.

## Palmarés

### Juegos Olímpicos
- 2 Participaciones (2 pruebas)
- Mejor resultado: 24.ª en Eslalon Gigante en Salt Lake City 2002.

### Mundiales
- 5 Participaciones (6 pruebas)
- Mejor resultado: 12.ª en Eslalon Gigante en Sierra Nevada 1996.

### Copa del Mundo
- 9 Participaciones (73 pruebas)
- Mejor clasificación General: 40.ª en 1997.
- Mejor clasificación Ranking Mundial: 10.ª en Eslalon Gigante 1997.
- Mejor clasificación en la Copa del Mundo: 4.º en Eslalon Gigante 1997 y 1998.
- Mejor clasificación en Copa de Europa: 1.º en Eslalon Gigante 1998.